# Cryptandra aridicola
Cryptandra aridicola är en brakvedsväxtart som beskrevs av B.L. Rye. Cryptandra aridicola ingår i släktet Cryptandra och familjen brakvedsväxter. Inga underarter finns listade i Catalogue of Life.